# Acquamela
Acquamela è una frazione del comune italiano di Baronissi, nella provincia di Salerno, in Campania.

## Geografia fisica
Il paese sorge nella Valle dell'Irno lungo il fiume omonimo e la SS 88, a 2,5 km da Baronissi, 7 da Salerno e 7 da Mercato San Severino. Le altre frazioni baroniensi ad essa vicine sono Antessano ed Aiello, nonché Saragnano. Il paese è altresì prossimo al territorio comunale di Pellezzano: la località di "Grotte" è praticamente saldata al centro di Acquamela, mentre la frazione Capriglia (collegata, oltre che con la strada provinciale, anche con una strada minore per il suo rione "Pendino") dista solo 2 km. Acquamela conta una contrada, situata all'imbocco della strada per Antessano e per lo svincolo autostradale, chiamata in precedenza via "Macello". In seguito è stata rinominata Via Tommaso Sanseverino.

## Storia

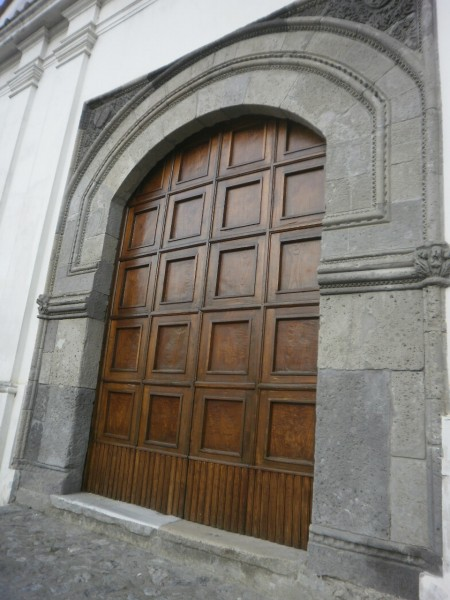
Portale in pietra lavica della chiesa di Acquamela

L'attuale frazione fu, nei secoli passati, un casale dello Stato feudale di S.Severino particolarmente dinamico dal punto di vista economico, grazie alla proto-industria manifatturiera di cui parla il Silvestri, già nota nel XV secolo. Emblematica, in tal proposito, la sua felice disposizione lungo il fiume Irno, sul quale erano impiantate le gualchiere.
Secondo quel che ne scrive il Peduto l'espansione  "dell'abitato avvenne alla fine del XIV secolo e continuò sino a tutta la prima metà del successivo"  (ivi).
Di certo, tra il XIV ed XV sec. il borgo fu feudo privilegiato della casa sovrana, segno della sua importanza economica e geografica, dettata quest'ultima dalla posizione strategica, lungo l'asse viario che porta a Salerno.
Per tali motivi, Acquamela è nota per aver ospitato, nel XV secolo, la regina Margherita di Durazzo che, fuggita da Napoli per evitare la peste, vi sarebbe poi morta il 6/8/1412. A testimonianza dell'evento sia il testamento del 16/3/1412 per N.r Vito Greco (ricordato dal Mari nel 1759) che la cronaca raccolta nei cosiddetti Diurnali del Duca di Monteleone.
Fra le strutture storiche (XIV-XV secolo), ancora esistenti, Acquamela annovera per l'appunto il palazzo che ospitò la Regina sino alla sua morte (con prospiciente lazzaretto), che ancora insiste in Via S. Domenico, nel tratto compreso tra Via Irno e Via Sabatini, benché al 09/06/2011 sia stato abbattuto tutto il secondo impalcato, e sia oggetto di un programma di demolizione e ricostruzione con ampliamento che è terminata con la completa demolizione del palazzo stesso di cui oggi resta solo il portale.
Di grande rilievo è anche la Chiesa di S. Domenico (un tempo dedicata alla SS. Annunziata) dal campanile quattrocentesco e dal bel portale in piperno scuro chiaramente catalano.
Alla chiesa, posta a pochi metri da Palazzo Durazzo e sullo stesso asse viario, si accede attraverso una suggestiva rampa di gradini, su cui spicca la facciata semplice ma suggestiva.
Secondo quanto riporta il Summonte a pg. 318 e ss. della sua Storia, tanto la Chiesa quanto l'annesso ospedale furono fondati dalla Regina Sancia d'Aragona nel 1422.
La Chiesa è a tre navate, e lascia intravedere l'originaria abside a pianta rettangolare con tracce di un grande affresco.

## Infrastrutture e trasporti
Acquamela è molto vicina allo svincolo autostradale di Baronissi, sul RA02 Salerno-Avellino, sito nella frazione di Antessano.
Il paese conta una sua stazione ferroviaria sulla linea Salerno-Mercato San Severino, sita di fronte al cimitero comunale di Baronissi e piuttosto trafficata, soprattutto nei periodi scolastici. Dispone di un piccolo fabbricato ferroviario (chiuso al pubblico) e di un solo binario.